# Aetos (Peloponneso)
Aetos  (in greco Αετός?) è un ex comune della Grecia nella periferia del Peloponneso di 3 264 abitanti secondo i dati del censimento 2001.
È stato soppresso a seguito della riforma amministrativa detta Programma Callicrate in vigore dal gennaio 2011 ed è ora compreso nel comune di Trifyllia.

## Località
Aetos è diviso nelle seguenti comunità (i nomi dei villaggi tra parentesi):
- Aetos
- Agrilia Trifylia (Nea Agrilia)
- Artiki
- Glykorrizi
- Kamari
- Kefalovrysi (Kefalovrysi, Tsertsaiika)
- Kryoneri
- Kopanaki (Kopanaki, Agios Dimitrios, Rizochori)
- Monastiri
- Polythea
- Sitochori